# Geometra sponsaria
Geometra sponsaria là một loài bướm đêm trong họ Geometridae.